# Le Marchand de masques
Le Marchand de masques est une sculpture de Zacharie Astruc, fondue en 1883 et érigée dans le jardin du Luxembourg à Paris, en France.

## Description
Le Marchand de masques est une statue en bronze, représentant un garçon en pied, habillé d'une simple culotte. Son bras gauche est levé et il brandit dans sa main gauche un masque de Victor Hugo.
Le garçon repose sur un socle en bronze dont le pourtour est décoré de huit masques représentant les visages d'Honoré de Balzac, Jules Barbey d'Aurevilly, Hector Berlioz, Jean-Baptiste Carpeaux, Camille Corot, Eugène Delacroix, Alexandre Dumas fils et Gabriel Fauré.
La statue est érigée sur un socle en pierre. L'ensemble mesure 2 m de hauteur,.
À l'origine, trois masques étaient suspendus au poignet droit du garçon : Théodore de Banville, Léon Gambetta et Charles Gounod. Ces masques ont été volés. Un pendentif à l'effigie de Charles Baudelaire, qui entourait le cou du garçon, a également été dérobé.

## Historique
La statue est fondue en 1882. Sa création est précédée par un modèle en plâtre, présenté au Salon des artistes français de 1882 (où elle reçoit une mention honorable). La sculpture en bronze est acquise le 17 février 1883 par l'État français pour la somme de 7 500 francs et attribuée au musée du Louvre. Elle est érigée le 20 novembre 1886 à son emplacement actuel, dans le jardin du Luxembourg. Depuis 1986, la statue fait partie des collections du musée d'Orsay,.
Une réduction en bronze est présente dans les collections du musée Barbey-d'Aurevilly à Saint-Sauveur-le-Vicomte. Le musée des Beaux-Arts d'Angers possède des copies en plâtre des masques.